# 特里·迈尔森
特里·迈尔森 （英語：Terry Myerson，生于 1972年 或 1973年） 是前微软Windows和设备部门的执行副总裁。他于1992年毕业于杜克大学成立Intersé Corporation,微软在1997年收购这家公司。进入微软后,他领导 Microsoft Exchange和Windows Phone软件和工程团队。2013年7月他的管理促进公司的重组。2018年离职。

## 教育与创业经历
迈尔森毕业于杜克大学,在那里他在艺术与科学学院学习了一个学期，然后选择了机械工程专业。 在大学时,他当过服务员和环境保护局的一个兼职图形创作者。 1992年毕业后, 在创办自己的公司之前他一直致力于计算机图形学领域。Intersé Corporation,制作了网站和数据挖掘软件，然后微软在1997年收购此软件，. 迈尔森获得了价值1650万美元的股票。

### 在微软工作
在微软，迈尔森负责互联网服务和服务器应用领域,包括网站服务器,BizTalk server,Windows Management Instrumentation。 他在2001年加入了微软的电子邮件和日历 Microsoft Exchange部门,并领导了这个部门长达八年。
在2008年底他成为了移动项目的负责人,12月他召开一个会议,宣布了取消Windows Mobile产品规划并完全重建一个系统程序代码的设计,以更好地与iPhone竞争。 在2011年他被提升为Windows Phone操作系统的主管. 迈尔森重组移动团队,并招聘了乔北峰,后来又重新设计了Windows Phone的接口。 特里·迈尔森还通过个人关系联络了诺基亚智能设备的执行副总裁，这促进了微软与诺基亚设备部门的合作，使诺基亚成为微软Windows Phone的最重要的伙伴。
.
2013年7月,迈尔森晋升为微软的新操作系统工程部门的执行副总裁,主管Microsoft Windows。The Verge称特里·迈尔森为“微软公司重组之后最重要的人“.  2015年,微软将设备部门合并入操作系统部门形成一个新的Windows和设备部门，特里·迈尔森为该部门主管。

### 个人生活
他和妻子育有三个孩子。 他的弟弟也在微软工作。

## 相关
- Julie Larson-Green